# Gianluigi Saccaro
Gianluigi Saccaro (Milão, 29 de dezembro de 1938 – Roma, 17 de fevereiro de 2021) foi um esgrimista italiano de espada, detentor de três medalhas olímpicas e duas mundiais. Por sua contribuição esportiva, foi condecorado em 2015 com o Collare d'oro, a principal honra concedida pelo Comitê Olímpico Nacional Italiano.

## Biografia e carreira
Nascido em 29 de dezembro 1938, na cidade de Milão, Saccaro integrou uma equipe italiana múltipla campeã das décadas de 1950 e 1960, incluindo dois títulos mundiais em 1957 e 1958. Nos Jogos Olímpicos, sua primeira participação ocorreu no evento por equipes da edição de 1960 quando foi campeão olímpico ao lado de Giuseppe Delfino, Alberto Pellegrino, Carlo Pavesi, Edoardo Mangiarotti e Fiorenzo Marini. Quatro anos depois, nos jogos de Tóquio, obteve a medalha de prata por equipes e alcançou a quarta posição no individual. Já na edição de 1968, ele conquistou a medalha de bronze no evento individual.
No dia 15 de dezembro de 2015, Saccaro foi condecorado com Collare d'oro, a principal honra concedida pelo Comitê Olímpico Nacional Italiano.

## Palmarès
- Jogos Olímpicos:
  -  Espada por equipes: 1960.[1]
  -  Espada por equipes: 1964.[1]
  -  Espada individual: 1968.[1]
- Campeonatos mundiais:
  -  Espada por equipes: 1957 e 1958.[1]
- Collare d'oro por mérito esportivo: 15 de dezembro de 2015.[1]

## Morte
Saccaro morreu em 17 de fevereiro de 2021, aos 82 anos de idade. No dia de seu falecimento, diversas entidades e personalidades italianas expressaram suas condolências, incluindo a Federação Italiana de Esgrima e o presidente do Comitê Olímpico Nacional Italiano, Giovanni Malagò.